# Dragoș Grigore
Dragoș Grigore (Vászló, 1986. szeptember 7. –) román válogatott labdarúgó, a Rapid București játékosa.

## A válogatottban
2011. február 11-én debütált a román válogatottban, a Ciprus elleni barátságos mérkőzésen. A román válogatott tagjaként részt vett a 2016-os Európa-bajnokságon.

### Góljai a román válogatottban
| #  | Dátum               | Ellenfél | Eredmény | Kiírás          | Esemény |
| -- | ------------------- | -------- | -------- | --------------- | ------- |
| 1. | 2020. szeptember 7. | Ausztria | 3 – 2    | Nemzetek Ligája | 51'     |

## Sikerei, díjai
- Dinamo București
  - Román kupa (1): 2011–12
  - Román szuperkupa ezüstérmes (1): 2012
- Ludogorec Razgrad
  - Bolgár bajnok (1): 2018-19, 2019–20, 2020–21
  - Bolgár szuperkupa-győztes (1): 2019